# Flevo Boys Emmeloord
Voetbalvereniging Flevo Boys Emmeloord é um clube holandês de futebol de Emmeloord, parte do município de Noordoostpolder, Holanda. Foi fundado em 1 de maio de 1957 e disputa a Topklasse, o terceiro nível do futebol holandês. Manda seus jogos no estádio Sportpark Ervenbos, que tem capacidade para 3 mil espectadores.